# Phytocoris difficilis
Phytocoris difficilis är en insektsart som beskrevs av Knight 1927. Phytocoris difficilis ingår i släktet Phytocoris och familjen ängsskinnbaggar. Inga underarter finns listade i Catalogue of Life.